# Rankarna
Rankarna är en svensk countrygrupp som bildades 1971. 
Rankarna har sina rötter i den 1965 bildade bluegrassgruppen Rank Strangers som våren 1970 hamnade på Tio i topp med låten Early Morning Rain. Gruppens första LP sålde bra, men under inspelningen av det andra uppstod oenighet om den musikaliska inriktningen och två falanger bildades. Detta ledde till en splittring i två grupper som båda gjorde anspråk på gruppnamnet. Frågan löstes genom att båda grupperna förband sig att inte använda det tidigare namnet; den ena antog 1971 namnet Rankarna och den andra 1972 namnet New Strangers. Till Rankarna gick bröderna Mats (sång och gitarr) och Anders Rådberg (dobro och autoharp) samt Jan Sander (fiol), medan Lennart Karlsmyr (bas) och Thomas Strandberg (trummor) nyrekryterades. Bobby Ahl och Kjell Wanselius kom däremot att ingå i New Strangers.

## Diskografi (urval)
Album
- 1969 – Country Our Way (Rank Strangers)
- 1970 – Rank Strangers (Rank Strangers featuring Mats Rådberg)
- 1971 – Wellknown Strangers (Rankarna & Mats Rådberg)
- 1972 – Snus i motvind (Rankarna med Mats Rådberg)
- 1973 – Back From Nashville (Rankarna & Mats Rådberg)
- 1974 – I'm a City Cowboy (Rankarna & Mats Rådberg)
- 1975 – We Weren't Born In Tennessee (Rankarna & Mats Rådberg)
- 1976 – Six Guys Twelve Songs (Rankarna & Mats Rådberg)
- 1977 – Special Delivery No. 10 (Rankarna & Mats Rådberg)
- 1978 – Silver Eagle (Rankarna & Mats Rådberg)
- 1979 – It's Hard To Be A Cowboy So Far From The West (Mats Rådberg & Rankarna)
- 1981 – All - Time Country Favourites (Rankarna & Mats Rådberg)
- 1981 – Pickin' n steelin' (Rankarna med Mats Rådberg)
- 1983 – Det är inte lätt att va' ödmjuk (Rankarna & Mats Rådberg)
- 1983 - Take me to the country (Rankarna & Mats Rådberg)
- 1984 – Familjens svarta får (Rankarna & Mats Rådberg)
- 1986 – Full fart mot gryningen (Rankarna & Mats Rådberg)
- 1987 – Country Cookin' (Mats Rådberg & Rankarna)
- 1990 – Mats Rådberg & Rankarna (Mats Rådberg & Rankarna)
- 1992 - This ain't our first rodeo (Mats Rådberg & Rankarna)
- 1997 – The Race Is On... (Mats Rådberg & Rankarna)